# Яновка (Мстиславский район)
Яновка (бел. Янаўка) — деревня в Мстиславском районе Могилёвской области Белоруссии. Входит в состав Сапрыновичского сельсовета.

## География
Деревня находится в северо-восточной части Могилёвской области, в пределах Оршанско-Могилёвской равнины, на расстоянии примерно 1 километра (по прямой) к востоку от Мстиславля, административного центра района. Абсолютная высота — 189 метров над уровнем моря. К югу от Яновки проходит республиканская автодорога Р73.

## История
Согласно «Списку населенных мест Могилёвской губернии» 1910 года издания населённый пункт входил в состав Саприновичского сельского общества Ослянской волости Мстиславского уезда Могилёвской губернии. В деревне имелось 20 дворов и проживало 100 человек (61 мужчина и 39 женщин).

## Население
По данным переписи 2009 года, в деревне проживал 31 человек.